# Ahrensbök
Ahrensbök – gmina w Niemczech w kraju związkowym Szlezwik-Holsztyn, w powiecie Ostholstein.

## Historia
W latach 1912–1933 Ahrensbök był miastem.